# Chavin (Indre)
Chavin település Franciaországban, Indre megyében. Lakosainak száma 270 fő (2022. január 1.). Chavin Malicornay, Le Menoux, Le Pêchereau, Badecon-le-Pin és Pommiers községekkel határos.

## Népesség
A település népességének változása:
| Lakosok száma | 335  | 292  | 288  | 293  | 275  | 273  | 271  | 271  | 269  | 270  |
|               | 1968 | 1982 | 1990 | 2006 | 2013 | 2015 | 2017 | 2019 | 2020 | 2022 |